# Jolanda de Rover

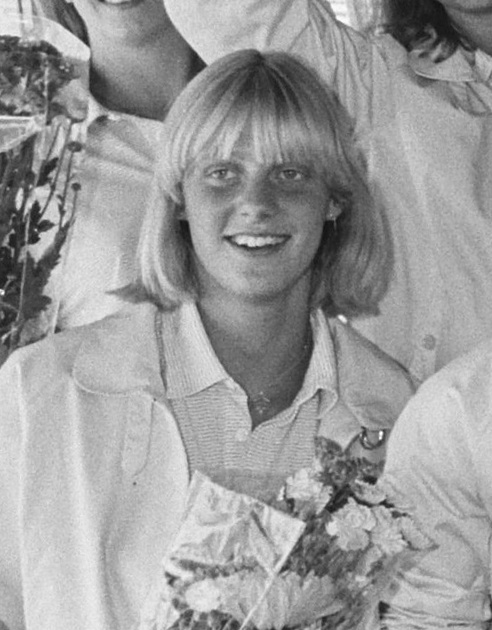
Jolanda de Rover (1981)

Jolanda de Rover (* 10. Oktober 1963 in Amstelveen) ist eine ehemalige niederländische Schwimmerin und Olympiasiegerin.

## Leben
Sie wurde bei den Olympischen Spielen 1984 in Los Angeles Olympiasiegerin über 200 Meter Rücken und konnte zudem über 100 Meter Rücken die Bronzemedaille gewinnen.
In ihrer Laufbahn wurde sie zwölfmal Niederländische Meisterin. Nach einem siebten Platz über 200 Meter Rücken und einem fünften Platz mit der Lagenstaffel bei den Olympischen Spielen 1988 in Seoul trat sie vom Schwimmsport zurück.
Privates
Ihre Tochter Kira Toussaint ist ebenfalls Schwimmerin.